# Las Balsas
Las Balsas es una localidad chilena ubicada en la comuna de Las Cabras, en la Región del Libertador General Bernardo O'Higgins. La localidad bordea el embalse Lago Rapel. 
Esta localidad cuenta con una población de aproximadamente 500 personas que viven en el poblado y en los sectores rurales. En el verano hay una gran cantidad de turismo gracias al lago. Los principales sectores económicos de la comuna están asociados a la actividad agrícola pero también en gran cantidad en el sector turístico.
Esta localidad se caracteriza por contar con una gama de Condominios, Balsas y Camping, junto con ser uno de los lugares preferidos por los turistas para la realización de la Pesca, a la vez, esta cercana a otra localidades como lo son Llallauquén, El Estero y El Manzano.